# Смыслин, Василий Петрович
Василий Петрович Смыслин (1910 год, с. Нововоскресеновка, Аулиеатинский уезд — дата и место смерти неизвестны) — колхозник, бригадир тракторной бригады Меркенской МТС, Герой Социалистического Труда (1948).

## Биография
Родился в 1910 году в крестьянской семье в селе Нововоскресеновка (ныне — Село Андас батыра, Меркенский район, Жамбылская область, Казахстан).
С 1930 года работал на Ташкентском хлопковом заводе. С 1934 года работал на Меркенском сахарном заводе. Окончив курсы трактористов, стал работать в 1937 году на Меркенской МТС. В 1945 году был назначен бригадиром тракторной бригады.
В 1947 году тракторная бригада под руководством Василия Смыслина собрала на участке площадью 245 гектаров по 438 центнеров сахарной свеклы. За этот доблестный труд он был удостоен в 1948 году звания Героя Социалистического Труда.
Проживал в Джамбулской области.

## Награды
- Герой Социалистического Труда (1948)
- Орден Ленина (1948)